# Abisara neophron
Abisara neophron är en fjärilsart som beskrevs av William Chapman Hewitson 1860. Abisara neophron ingår i släktet Abisara och familjen Riodinidae. Inga underarter finns listade i Catalogue of Life.